# Antoni Saurí i Sirés
Antonio Saurí i Sirés (Barcelona, 1871-1942) fue un dibujante, pintor y calígrafo, formado en la Escuela Industrial de Barcelona, donde aprendió dibujo y grabado litográfico; posteriormente, estudió pintura en la Escuela de la Lonja.
Fue una persona socialmente muy activa que formó parte del Instituto Catalán de las Artes del Libro, de la junta de Gobierno  del “Centre d’Arts Decoratives”, entidad precursora del “Foment de las Arts Decoratives (FAD). Posteriormente fue miembro del FAD, del “Ateneo Barcelonés” y de la Unión de Exlibristas Ibéricos, para quienes realizó el ex-libris del año 1922. 
Formó parte del Comité Ejecutivo de Barcelona de la Exposición Española de Artes e Industrias Decorativas, celebrado en México en 1910, con motivo del primer centenario de la Independencia mexicana. Fue amigo personal del Cardenal Reig, diseñandole el sello sacro, los timbres y dos dibujos con las vistas de Toledo. También fue socio fundador del “Saló de Barcelona” y miembro del “Centro Excursionista de Cataluña”.

Antoni Saurí fue un dibujante que destacó por los dibujos para libros, bordados, encuadernaciones de libros, diplomas, pergaminos, exlibris, siendo el autor de una colección de 31 dibujos que ilustran la obra de Francisco Darder i Llimona, titulada “El conejo, la liebre y el lepórido”. También proyectó gran cantidad de material gráfico para empresas locales, nacionales e internacionales como por ejemplo etiquetas comerciales, logotipos y carteles. En su faceta de pintor trabajó el paisajismo.
Algunos de los pergaminos más destacados en los que trabajó son el pergamino que firmó el rey Alfonso XIII en 1904 en una visita que hizo a una bodega de cava catalán y dos pergaminos que el capítulo de la Catedral de Barcelona dedicó a los hermanos Girona. En 1915 decoró el pergamino que la Cámara Agrícola Oficial del Vallès le dedicó a su presidente, el Sr. Fages, pieza que se expuso en la Sala Parés. Ese mismo año también realizó otro pergamino para el padre Antoni Maria Marcet, Abad de Montserrat, por encargo del Sr. Alejandro Alemany, presidente de la sociedad de antiguos monaguillos de Montserrat. En 1917 dibuja un pergamino decorado para el doctor Francisco Vidal y Barraquer, Obispo de Solsona, que fue expuesto en una tienda de la Calle de Fernando de Barcelona.
Antoni Saurí también  fue un proyectista de baldosas, realizando varios diseños de mosaicos hidráulicos para la empresa de Cartagena "Fábrica de pavimentos hidráulicos de José Boti" y para la casa "Orsolà, Solà y Cia" de Barcelona, conservándose muchos de estos diseños en el Museo del Diseño de Barcelona. Destacó también por los dibujos de bordados, encuadernaciones de libros, diplomas, pergaminos, ex libris y tipografías. Además, diseñó lápidas como la que se colocó junto al atrio de la iglesia parroquial de Matadepera, la del altar de la basílica de San José Oriol, otra para la catedral de Barcelona y la losa funeraria de la tumba del Cardenal Reig en la catedral de Toledo.
Como tipógrafo disfrutó de un gran prestigio, impartiendo numerosas conferencias y cursos sobre este tema así como también sobre epigrafía y unos estudios que denominaba “letrística”. Colaboró con “Las Artes del Libro”, de Barcelona y la “Gaceta de Bellas Artes”, de Madrid. Durante el tiempo que trabajó para la “Fundición de José Iranzo” realizó los tipos Cleopatra, y Versales Sauri. En los años 40 del siglo XX proyectó el tipo Predilecta (que forma parte de la colección del Museo del Diseño de Barcelona), Escritura Enérgica, Goyesca y Maravilla.

En 1919, los socios del Círculo Ecuestre de Barcelona encargaron al artista Alexandre de Riquer el proyecto para el álbum de firmas de la entidad, como obsequio de los socios a su presidente, Alberto Rusiñol. El fallecimiento de Riquer en 1920 propició que Antoni Saurí fuera elegido para finalizar el proyecto, registrando en el libro los nombres de los socios según los principios de la letrística.